# Мольой
Мо̀льой (на норвежки: Måløy) е град в северозападната част на южна Норвегия. Разположен е на остров Вогсьой в началото на фиорда Норфьор на Северно море във фюлке Согн ог Фьоране. Главен административен център на община Вогсьой. Намира се на около 380 km на северозапад от столицата Осло. Получава статут на град през 1997 г. Има малко пристанище. Мольой е най-голямото риболовно пристанище в региона. От Мольой към сушата се пътува по модерното пътно съоръжение мостът Мольойбрюа. Население 3028 жители според данни от преброяването към 1 януари 2008 г.